# ۷۶۲ (قمری)
۷۶۲ (قمری)، هفتصد و شصت و دومین سال در گاهشماری هجری قمری است. اول محرم این سال برابر با نوزدهم نوامبر سال ۱۳۶۰ میلادی است.

## وابسته
- مرینیان
- مسجد سلطان حسن